# 韋倫采湖
47°12′30″N 18°36′00″E / 47.20833°N 18.60000°E

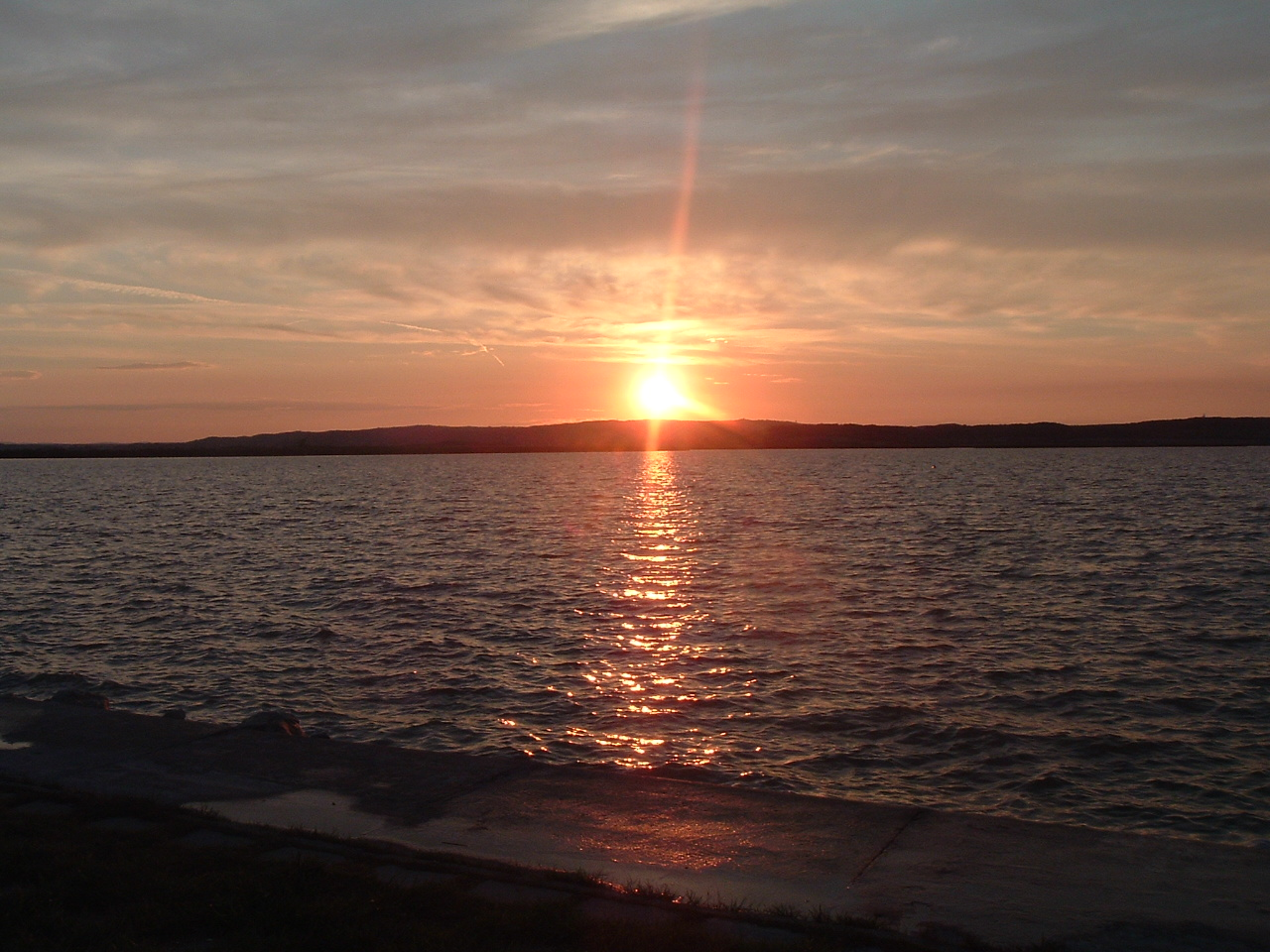

韋倫采湖（匈牙利語：Velencei-tó）是匈牙利的湖泊，由費耶爾州負責管轄，長10.8公里、寬3.3公里，面積26平方公里，是全國第三大湖泊，平均水深1.6米，湖岸線長度28.5公里，湖畔城鎮有韋倫采。

## 外部連結
- Google Maps
- LakeVelence events and informations （页面存档备份，存于）
- Aerial photographs （页面存档备份，存于）
- Photos （页面存档备份，存于）
- Map （页面存档备份，存于）